# گئورگه نگره
گئورگه نگره (انگلیسی: Gheorghe Negrea; ۲۱ آوریل ۱۹۳۴ – ۲۰۰۰) ورزشکار بوکس اهل رومانی بود.
وی در مسابقات کشوری و بین‌المللی در مجموع برندهٔ ۸ مدال طلا، ۳ مدال نقره شده‌است.